# Parrocchie della diocesi di Lucera-Troia

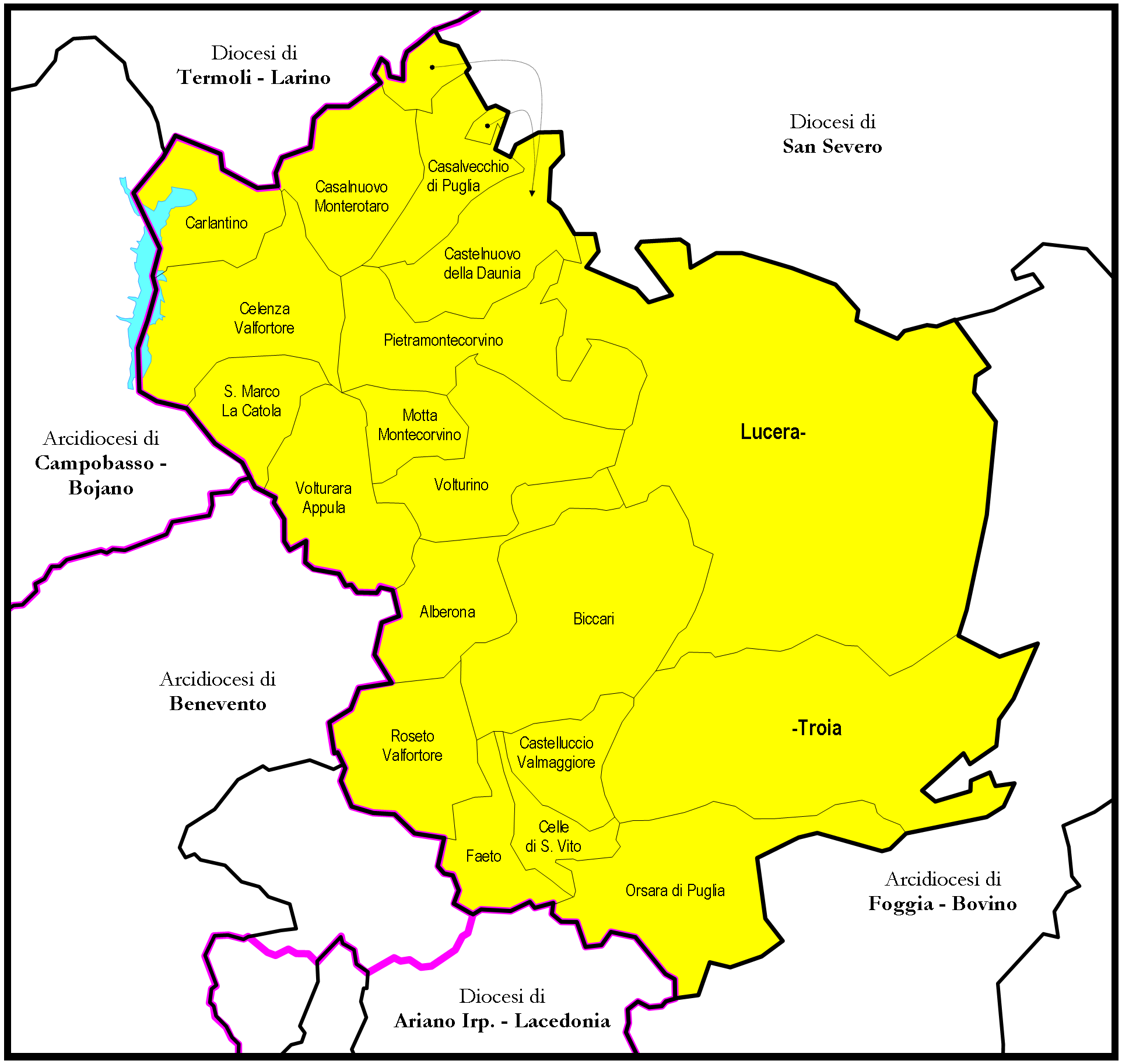
Il territorio della diocesi

Le parrocchie della diocesi di Lucera-Troia sono 33 e sono suddivise in 3 zone pastorali.
La diocesi di Lucera-Troia si estende in comuni e frazioni appartenenti alla sola provincia di Foggia.

## Zone pastorali

### Zona pastorale di Lucera
| Località | Parrocchia                                     |
| -------- | ---------------------------------------------- |
| Lucera   | Maria Santissima Assunta in Cielo (cattedrale) |
| Lucera   | Cristo Re                                      |
| Lucera   | San Giovanni Battista                          |
| Lucera   | San Giacomo Maggiore apostolo                  |
| Lucera   | Santa Maria della Spiga                        |
| Lucera   | Santa Maria delle Grazie                       |
| Lucera   | San Pio X                                      |
| Lucera   | San Matteo apostolo ed evangelista             |
| Lucera   | San Francesco Antonio Fasani                   |

### Zona pastorale di Troia
| Località                  | Parrocchia                                           |
| ------------------------- | ---------------------------------------------------- |
| Troia                     | Beata Vergine Maria Assunta in Cielo (concattedrale) |
| Troia                     | Maria Santissima Mediatrice                          |
| Troia                     | Sant'Andrea apostolo                                 |
| Troia                     | San Basilio Magno                                    |
| Troia                     | San Secondino vescovo                                |
| Troia                     | San Vincenzo martire                                 |
| Borgo Giardinetto (Troia) | Beata Vergine del Carmine                            |
| Orsara di Puglia          | San Nicola di Bari                                   |
| Alberona                  | Natività di Maria Vergine                            |
| Biccari                   | Maria Santissima Assunta                             |
| Castelluccio Valmaggiore  | San Giovanni Battista                                |
| Celle di San Vito         | Santa Caterina vergine e martire                     |
| Faeto                     | Santissimo Salvatore                                 |
| Roseto Valfortore         | Santa Maria Assunta                                  |

### Zona pastorale di Pietramontecorvino
| Località                 | Parrocchia                    |
| ------------------------ | ----------------------------- |
| Pietramontecorvino       | Santa Maria Assunta           |
| Casalnuovo Monterotaro   | Santi Pietro e Nicolò         |
| Casalvecchio di Puglia   | Santi Pietro e Paolo apostoli |
| Castelnuovo della Daunia | Santa Maria della Murgia      |
| Carlantino               | San Donato vescovo e martire  |
| Celenza Valfortore       | Santa Croce                   |
| Motta Montecorvino       | San Giovanni Battista         |
| San Marco la Catola      | San Nicola di Mira            |
| Volturara Appula         | Santa Maria Assunta           |
| Volturino                | Santa Maria Assunta           |